# Assíria (província romana)

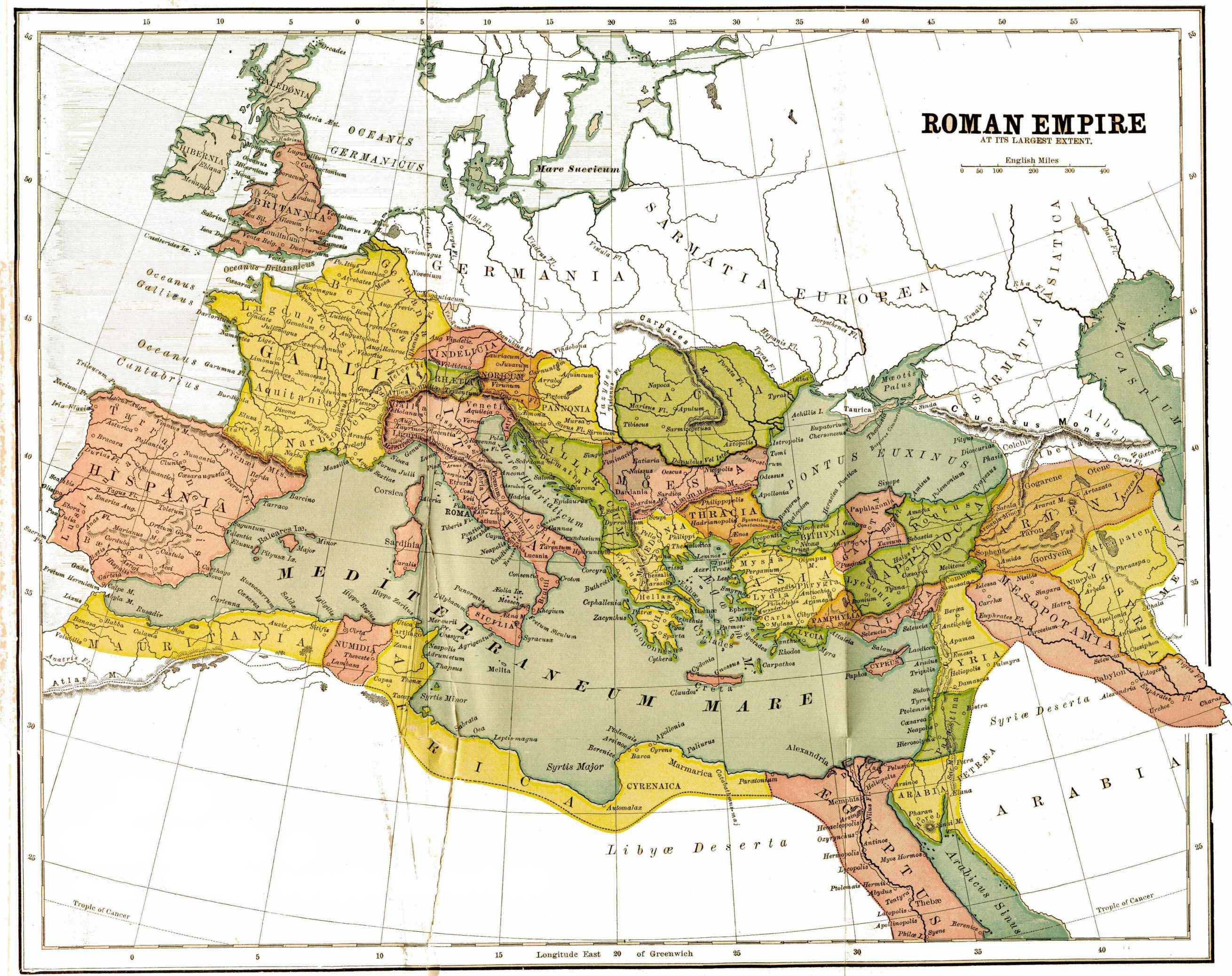
Mapa com a província de Assíria.

Assíria ou Província de Assíria foi uma das três províncias (Armênia, Mesopotâmia e Assíria) criada pelo imperador romano Trajano em 116 d.c., após uma campanha militar bem sucedida contra o Império Parta, no atual Iraque.

## Historia
Apesar da vitória militar de Roma, a província de Trajano desde o início não correram bem. Em 116, um Príncipe Parto chamado Santruce, iniciou uma insurreição armada nas novas províncias romanas. Durante a revolta, as guarnições romanas da Assíria e da Mesopotâmia foram expulsos de seus postos, e um general romano foi morto quando seu exército tentaram em vão conter a rebelião.
Quando Trajano morreu em 117, seu sucessor, Adriano, decidiu abandonar as conquistas de Trajano no leste. Adriano entendia que o Império estava muito extenso, e acreditava ser conveniente retrair as fronteiras do império, tonando-as assim mais defensáveis. Portanto, Adriano evacuou as três províncias conquistadas no leste por Trajano em 118.
A retirada de Adriano da Assíria em 118 não marcou o fim do domínio romano na região. Uma segunda campanha contra Partia foi lançada 161-165 sob o comando de Lúcio Vero, o exército romano foi capaz de reconquistar os territórios a leste do Eufrates. Roma travou outra guerra contra os partos no 197-8 sob o comando do imperador Septímio Severo. Depois de sua bem-sucedida campanha, Severo instituiu duas novas províncias,  Osroena (no reino Neoassírio, centrado em Edessa) e Mesopotâmia (o territórios anexados por Trajano em 114-117). Severus também colocou duas legiões romanas nas novas províncias para torná-las estáveis e para prevenir ataques dos Partos. A influência romana na região chegou ao fim na época do imperador Joviano em 363, que abandonou a região após a conclusão de um precipitado acordo de paz com os sassânidas e recuando para Constantinopla para consolidar seu poder político.
Apesar desta atividade na região romana, nenhuma fonte fala de uma província romana da Assíria posteriormente a evacuação de Adriano em 118. Quando Septimus Severus criou as províncias de Osroene e Mesopotâmia no final do segundo século, não havia nenhuma menção de uma província romana de Assíria . Durante suas viagens com Joviano no oriente médio, o historiador romano Amiano Marcelino diz que Adiabena era anteriormente chamada de Assíria; talvez referindo-se à província de Província Assíria de Trajano. Ammianus também se refere a uma região chamada Assíria localizado entre os rios Tigre e Eufrates, mas não faz qualquer referência a uma província romana atual desse nome. Assim, parece que a província da Assíria só existiu durante o reinado de Trajano, e não foi restabelecido durante ocupações romanas posteriores da região. A área geral coincidiu com a Assíria antiga no entanto, os medos, persas, gregos selêucidas, sassânidas e partos  tinham nomes semelhantes para a área (Ashur, Athura, Asōristān).

## Localização
Apesar de muitas fontes citam a criação de uma província chamada Assíria durante a campanha de Trajano, há algum desacordo quanto à sua localização exata.
A maioria dos especialistas dizem que foi localizado ao nordeste do rio Tigre. Mas alguns estudiosos modernos argumentam que a província de Assíria estava entre o Tigris e o Eufrates, na região central do atual Iraque, uma hipótese confirmada pelo trabalho do historiador romano do século IV, Festo.
No entanto, outras fontes afirmam que a província estava localizada próximo a Arménia ao leste do Tigris, em uma região anteriormente conhecida como Adiabene, onde era o neoassírio.